# Gordeldierachtigen
Gordeldierachtigen (Cingulata) zijn een orde van de zoogdieren die voorkomt in Noord-, Midden- en Zuid-Amerika. Tegenwoordig bestaat er nog maar twee families van, de Dasypodidae en Chlamyphoridae, maar vier andere families zijn fossiel bekend. De grootste fossiele onderfamilie zijn de Glyptodontinae. Deze onderfamilie is aan het eind van het Pleistoceen uitgestorven. Er bestaan nog verhalen van indianen waarin ze voorkomen. De glyptodonten waren een soort enorm grote gordeldieren, met een groot pantser.

## Ontwikkeling
De gordeldieren splitsten zich af van de luiaards en miereneters vlak voor het eind van het Krijt, ongeveer 66 miljoen jaar geleden. De oudste bekende gordeldierachtigen leefden tijdens het Paleoceen in Brazilië en Argentinië. Het gaat om fragmentarische fossielen, bestaande uit osteodermen, opperarmbeenderen, enkelbotten en een ellepijp van het gordeldier Riostegotherium uit het Itaboraí-bekken en niet nader te classificeren gordeldieren. Prostegotherium is bekend uit de Argentijnse Las Violetas-formatie. De variatie in het fossiele materiaal is een indicatie dat er in het Laat-Paleoceen al enige diversiteit aan gordeldierachtigen bestond.
Uit het Eoceen is een dozijn geslachten van gordeldieren bekend, met name van osteodermen. De uitzondering hierop is Utaetus uit Patagonië met fossiele vondsten van onder meer ook tanden en delen van het bekken, de poten en de schoudergordel. Utaetus leek uiterlijk sterk op het hedendaagse zesbandgordeldier. Het skelet toont aanpassingen voor graven. Naast gordeldieren leefden tijdens het Eoceen nog enkele andere gordeldierachtigen. Glyptatelus is de oudst bekende glyptodont. Machlydotherium was mogelijk een primitieve pampatheriër. Vanaf het Mioceen zijn van meerdere geslachten schedels en vrijwel complete skeletten bekend.

## Indeling
De orde omvat de volgende taxa:
- † Familie Protobradidae
- † Familie Peltephilidae
- † Familie Pampatheriidae
- † Familie Palaeopeltidae
- Clade Dasypoda (gordeldieren)
  - Familie Dasypodidae
  - Familie Chlamyphoridae
    - † Onderfamilie Glyptodontidae
- incertae sedis: † Geslacht Pachyarmatherium

Cloacadieren · Opossums · Paucituberculata · Microbiotheria · Roofbuideldieren · Buideldassen · Buidelmollen · Klimbuideldieren · Tenreks en goudmollen · Springspitsmuizen · Buistandigen · Klipdasachtigen · Slurfdieren · Zeekoeien · Luiaards en miereneters · Gordeldierachtigen · Insecteneters · Vleermuizen · Schubdierachtigen · Roofdieren · Onevenhoevigen · Evenhoevigen · Walvissen · Knaagdieren · Haasachtigen · Huidvliegers · Toepaja's · Primaten